# 11117 Giuseppeolongo
11117 Giuseppeolongo este o planetă minoră (asteroid) din centura de asteroizi. A fost descoperită pe 14 iunie 1996 la Circolo Culturale Astronomico di Farra d'Isonzo⁠(d) de Circolo Culturale Astronomico di Farra d'Isonzo⁠(d) și a fost numită după Giuseppe O. Longo⁠(d). 
Obiectul prezintă o orbită caracterizată de o semiaxă mare de 2,1930538 UAi, o excentricitate de 0,18, o înclinație de 7,13985 ° în raport cu ecliptica.